# モンブラントンネル

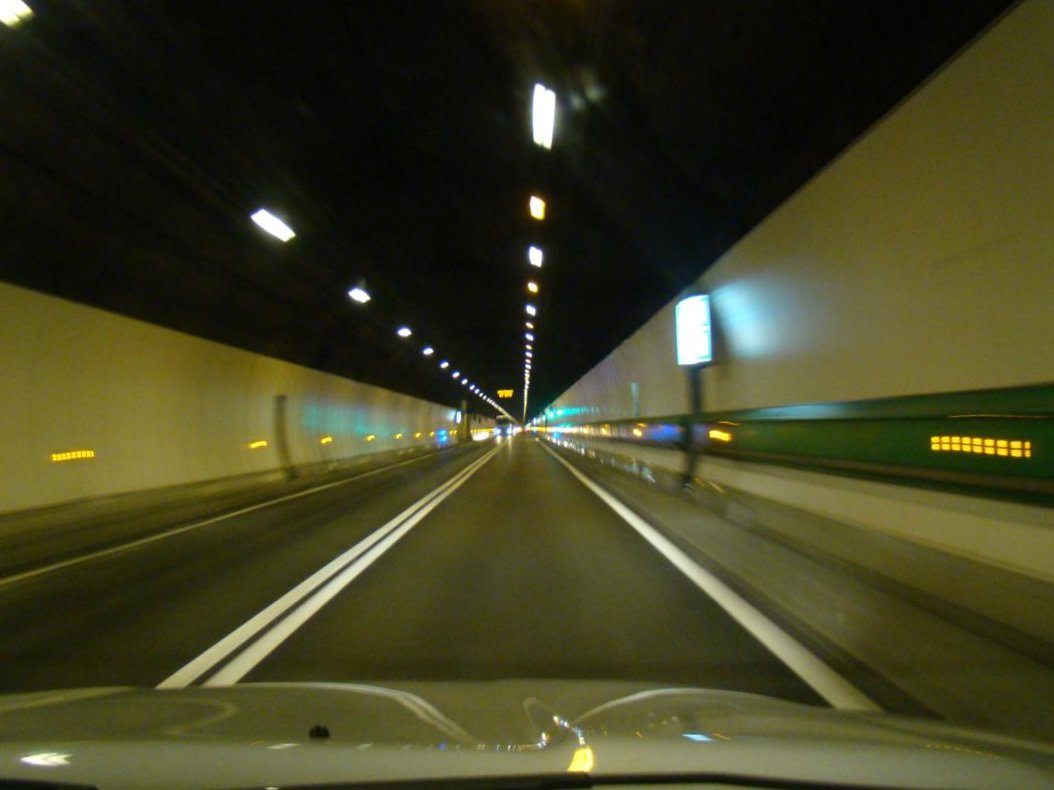
トンネル内

モンブラントンネル（英:Mont Blanc Tunnel、仏:Tunnel du Mont-Blanc、伊:Traforo del Monte Bianco）は、モンブランを隔てて、イタリアのアオスタとフランスのシャモニーを結ぶ全長11.8kmの道路トンネルである。アルペンにあるトンネルの中でも重要な輸送路の1つであり、北アルプス向けの約1/3に相当する輸送量を誇る。

## 概要
モンブラントンネルは、1959年から1965年までの6年間にわたり建設されたトンネルである。1946年に計画が浮上し、1953年に仏伊両国の議会により建設が決定された。ルートの選定はイタリア側の測量士が行った。1959年に着工、仏伊両側から掘り進められた。従業員350人、岩盤を破壊するために約711tの爆薬が使用され、ヴォールトの構成の為に6万トンのセメント、300tの鉄が使われた。花崗岩にひび割れ等も生じ、1961年12月には出水事故が生じ1か月中断、1962年4月にはイタリア側で大規模な雪崩が3回発生した。死者は掘削期間中23人にのぼった。1962年8月14日、仏伊からのトンネルがつながった。当時、世界最長のトンネルであった。内部が完成し開通したのは1965年7月19日であった。それまでモンブランを越えるにはグラン・サン・ベルナール峠かプチ・サン・ベルナール峠を通過する必要があり、かなりの大回りとなっていたが、このトンネルの開通により、交通の便が格段に向上した。
このトンネルは、全長11.6km、幅8.6m、高さ4.35mの2車線対面通行のトンネルである。2車線対面通行の理由は、需要が高まるに連れて拡張計画も浮上したものの、付近の住民の反対に遭い頓挫したからである。その後、300m毎に監視カメラ（40台）を設置したり、換気孔や、最大45人を収容できる耐火気密シェルター18箇所の建設などの近代化も行われている。
最高速度は70km/hで、最低速度は50km/hである（かつては100km/hであったが、後述の火災事故により見直し）。

## トンネル火災事故
道路の下にケーソンと呼ばれるコンクリート製の箱が敷かれ、その中にエアダクトがあり、トンネル両端に換気設備が設けられ、ファンで吸排気が行われ、毎秒600立方ｍの外気が送り込まれ、10mごとの通気口から道路に供給、300ｍごとの天井側の排気口から道路下の別ダクトに出されていた。
1999年3月24日、小麦粉とマーガリンを積んでフランス側からイタリア側へ向かっていたベルギーの貨物トラック（ボルボ製）が燃料漏れにより爆発する火災事故が発生した。フランス側が煙を感知していたにもかかわらず入口を直ちに封鎖しなかったことから、乗用車10台とトラック18台がトンネル内に進入し、結果として死者39名、負傷者27名という大惨事を引き起こした。
主な原因として、トンネルの中間地点を境にしてフランス側とイタリア側で異なる管理会社が管理していたため、換気系統も別々となっていたこと、火災対策が不十分と指摘されたにもかかわらずフランス政府が無視していたことが挙げられる。交通量も増え、従来の設備ではひとたび大規模な事態になれば、もはや対応できるようなものになっていなかった。この火災を受けて、当初シャモニー側から消防車2台が現場へ向かったが、火災で電気配線が溶けて暗闇の状態となっていたことと、一般車両が車線を塞いでいたことから到着が遅れ、煙に巻き込まれることとなってしまった（この15名の消防士は救助されるが、そのうちの司令官1名が死亡している）。その後、フランス、イタリアのほか、スイスからも合計で約100名の消防士が動員されたものの、換気装置が有毒ガスを排気しきれずに熱と煙が立ち込めることとなり、消防士が現場に到着できたのは火災から約3日後の3月26日、完全に鎮火したのは火災発生から約56時間後のことであった。
なお、死者の多くは避難時にシェルターへ向かう途中に死亡しており、爆発したトラックの積荷がマーガリンと小麦粉であったことから、事故現場は約1,000度もの高温の状態に達していた。ゆえに、遺体も炭化したものが多かった。
この事故に巻き込まれて生還したのは12名であり、それには火災を生き延びたオートバイの警備員、パトリック・デヴォアソーによる救助の貢献があった。一方、イタリア側から派遣された警備員のピエルルーチョ・ティナッツィも、BMW K75に乗って被災者を救出しようとしていたが、ティナッツィは救助しようとしていた意識不明の被害者とともに防火扉の中で遺体となって発見された。被害者が巨体で、K75に乗せられなかったためとされている。ティナッツィは猛烈な炎の中、1時間以上にわたってイタリア側と無線で連絡を取り合っていた。事故後、イタリア側によって同国側入口にモニュメントが建立されている。
事故後、最初に爆発したトラックの運転手やフランスおよびイタリアそれぞれのトンネルの管理責任者、トンネルの管理会社など、16の個人と法人が過失致死罪に問われて起訴された。2005年、このうち13の個人と法人に対して罰金や執行猶予付き懲役刑の判決が下された。
この火災によってトンネルの内壁は焼け焦げ、コンクリートが砂状になったり鉄が溶解するなどの深刻なダメージを被り、長期間の閉鎖を余儀なくされた。その後、壁の補修や換気システムと温度計の追加、避難トンネルの建設などが行われ、事故から約3年後の2002年3月9日に再開通した。事故の反省から、現在ではそれまで管理を担っていたフランスとイタリアの会社が対等に出資して設立した新たな単一の管理会社がトンネルの管理を担っている。監視システムや換気システム等に最新の対策が取られ、あらたに下部を掘削して緊急時に人間が煙や熱を避けて退去できる避難通路も作られた。